# Catalaodes cyanifusalis
Catalaodes cyanifusalis är en fjärilsart som beskrevs av Antoine Fortuné Marion 1955. Catalaodes cyanifusalis ingår i släktet Catalaodes och familjen mott. Inga underarter finns listade i Catalogue of Life.